# Needy Guims
Needy Guims (Francia, 8 de septiembre de 1974) es un atleta francés retirado especializado en la prueba de 4 × 100 m, en la que ha conseguido ser subcampeón europeo en 1998.

## Carrera deportiva
En el Campeonato Europeo de Atletismo de 1998 ganó la medalla de plata en los relevos de 4 x 100 metros, con un tiempo de 38.87 segundos, llegando a meta tras Reino Unido y por delante de Polonia (bronce).